# Johann Wilhelm von Wiebel

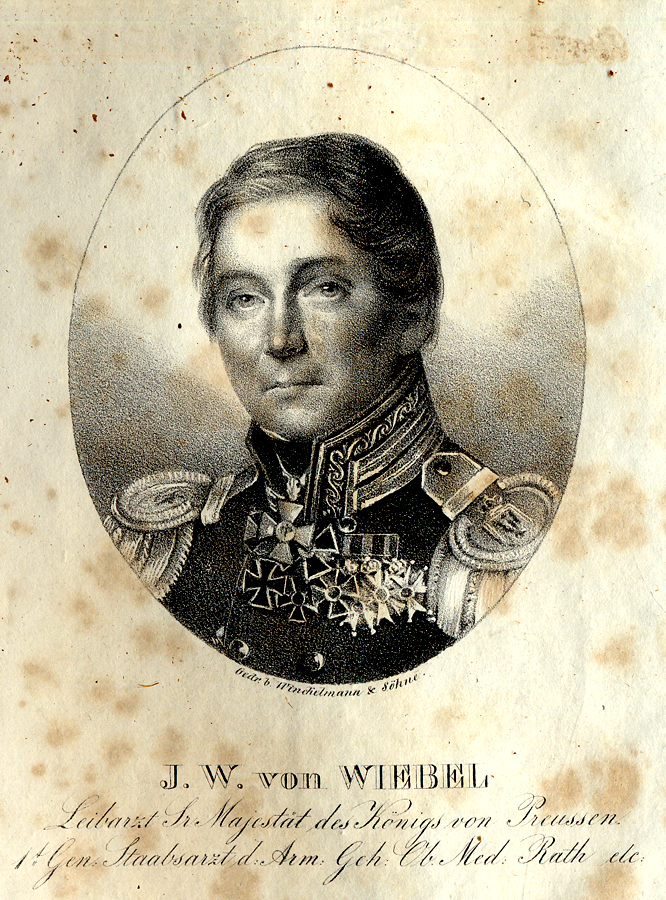
Johann Wilhelm von Wiebel

Johann Wilhelm Wiebel, ab 1827 von Wiebel, (* 24. Oktober 1767 in Berlin; † 6. Januar 1847 in Berlin) war ein deutscher Arzt und Militärangehöriger.

## Leben
Nach einem Medizinstudium in Berlin wurde Wiebel 1784 Militärarzt. Er avancierte 1792 während des Rheinfeldzuges zum Stabsarzt. Von den vielen Stationen seiner Berufstätigkeit sind zu nennen: Koblenz, Trier, Luxemburg, Longwy, Verdun, Grandpre und Mainz. Mit seiner Dissertation Analecta quaed. de ulceribus pedum vetustis wurde er in Erlangen zum Doktor promoviert.
Im Jahr 1797 stieg er zum 1. Oberstabsarzt zum Stellvertreter des Pépinière auf. 1800 ging er in eine gewollte Gefangenschaft in Frankreich zur Erkundung des Hospitalwesens.
Im November 1801 wurde er durch die Ernennung durch den König zum Arzt beim Berliner Kadettencorps. Ab 1807 war er Generalchirurg beim Gardecorps. 1808 wurde er Leibarzt des Königs von Preußen, Friedrich Wilhelm III., und in dieser Mission begleitet er den Herrscher nach Sankt Petersburg. Nach der Rückkehr aus Russland errichtete er in Potsdam eine sogenannte russische Badeanstalt. Dazu wird auch ein Lazarett für die Garde gebaut.
Große Verdienste erwarb er sich durch die Teilnahme an den Feldzügen 1813–1815, bei denen er in den Schlachten bei Kulm, Leipzig, Bar-sur-Aube und Brienne war. 1815 wurde Wiebel Königlich Geheimer Medizinalrat, sowie ab 1822 Erster Generalstabsarzt der Armee und Chef des Militärmedizinalwesens.
1827 wurde Wiebel in den Adelsstand erhoben und Ritter verschiedener Orden, wie des preußischen, französischen, russischen und österreichischen. So war er unter anderem Ritter des roten Adlerordens 3. Klasse  und Träger des Eisernen Kreuzes 2. Klasse. Er war Mitglied verschiedener Akademien und Gesellschaften mit medizinisch-chirurgischer Ausrichtung. In Berlin war er Mitglied der Freimaurerloge Minerva.
Sein 50-jähriges Dienstjubiläum konnte er 1834 feiern. Als literarische Hinterlassenschaft sind nur wenige Zeitungsartikel zu erwähnen.